# Base aérienne de Talavera la Real

Bases aériennes de l'Armée de l'air espagnole.

La Base aérienne de Talavera la Real est un aéroport situé à Badajoz, à la limite de la municipalité de Talavera la Real, dans la province de Badajoz, à 15 km de la ville, au cœur des Vegas Bajas du Guadiana, une zone principalement consacrée à l'agriculture après le nivellement effectué avec la mise en œuvre du Plan Badajoz développé dans les années 1950 par l'IRIDA. Il a commencé à fonctionner en 1953 sous le nom de Escuela de Reactores. Bien qu'il disposait initialement de deux pistes, il n'en possède actuellement qu'une seule, qui a été prolongée à plusieurs reprises pour atteindre sa longueur actuelle de 2805 mètres, et qu'il partage avec l'aéroport de Badajoz, qui se trouve de l'autre côté de la piste.
La base aérienne abrite la 23e escadre de l'armée de l'air, qui se consacre à l'enseignement et à l'entraînement des pilotes de chasse qui constitueront les unités de combat. Elle est équipée d'avions Northrop F-5 Freedom Fighter,.
Il s'agit de l'une des principales bases aériennes d'Europe en matière de formation. Le consortium EADS-CASA a présenté un projet intitulé Talavera European Fighter School (TEFS), dans le but de faire de la base aérienne de Talavera l'un des sièges du Projet Eurotraining, qui formera les pilotes de chasse de 12 pays européens.